# 日本書道学院
日本書道学院（にほんしょどうがくいん）は、東京都新宿区に本部を置く書道団体。所在地は、東京都新宿区早稲田町五丁目。

## 概要
1932年（昭和7年）、中村春堂を学院長として設立される。以来、60有余年にわたり一貫して古典の名筆、書家の作品を基本とした通信教育による書道指導の実施運営を行う。現在は学院長・石川芳雲を筆頭に、講師陣および会員によって組織され、全国に支部を置く。書風は、古典の研究を重視し、伝統書の輪郭を承継するスタイルを基本とする。また「賞状」を中心とする実用書にも力を注ぎ、暮らしの中で直接役立つ実践的書の普及に努め、経営の基盤を確保している。現在、約800人の「師範試験」合格者は同学院の師範として全国各地で開塾し、それぞれの地域で書道指導にあたる。直接指導を希望される会員には、これら師範の紹介も行っている。現在、会員数は2万人余り。  

## 歴史
- 1935年（昭和10年） - 泰東書道院顧問の中村春堂を初代会長に
- 1976年（昭和51年） - 月刊競書誌『書の光』が復刊
- 1979年（昭和54年） - 第1回の展覧会「日本書道学院展」を開催
- 1981年（昭和56年） - 日本書道学院展に篆刻部門が開設
- 1982年（昭和57年） - 『書の光』に実用書の部門を設ける
- 1991年（平成3年） - 姉妹団体の日本ペン習字研究会より学童の毛筆部の指導を引き継ぐ
- 1997年（平成9年） - 東京・銀座松坂屋カトレヤサロンにて役員による第1回代表作家展を開催